# Lepnik

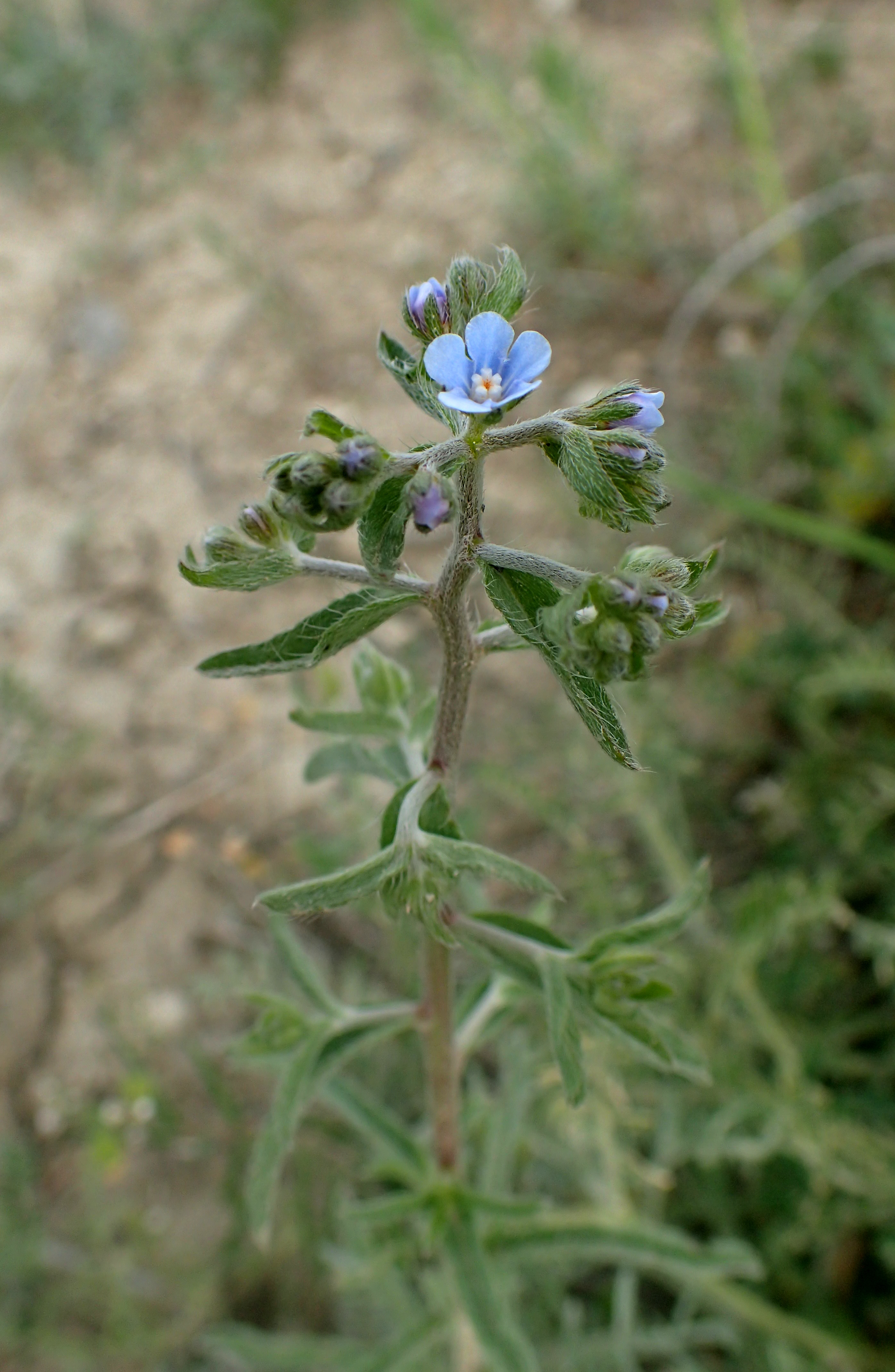
Lappula barbata

Lepnik (Lappula) – rodzaj roślin należący do rodziny ogórecznikowatych (Boraginaceae). Obejmuje ok. 60–75 gatunków. Rośliny te występują głównie w Azji, poza tym w Europie (6 gatunków), w północnej Afryce i Ameryce Północnej (5 gatunków). W Polsce rośnie dziko jeden gatunek – lepnik zwyczajny L. squarrosa, poza tym kilka gatunków bywa uprawianych lub zawlekanych (lepnik otwarty L. patula i różnokolcowy L. heteracantha).

## Morfologia
PokrójRośliny jednoroczne i dwuletnie, rzadko byliny. Pędy są szczeciniasto, sztywno, rzadziej miękko owłosione, przy czym włoski mają nasady zgrubiałe lub dyskowato rozszerzone.
LiścieSkrętoległe.
KwiatyZebrane w skrętki, wydłużające się w czasie owocowania. Działek kielicha 5, rozciętych niemal do nasady, zwykle powiększających się w czasie owocowania. Płatki korony w kolorze jasnoniebieskim, rzadko białym, zrośnięte u nasady w rozszerzającą się, krótką rurkę, wewnątrz z osklepkami. Pręciki krótkie, nie wystają z rurki korony. Zalążnia górna, czterokomorowa, z krótką szyjką słupka, zakończoną główkowatym znamieniem.
OwoceRozłupnie rozpadające się na cztery rozłupki. Wzdłuż ich krawędzi występuje rząd lub trzy rzędy kolców kotwicowato zakończonych lub przekształconych w brodawki albo zrośniętych w skrzydełko.

## Systematyka
Rodzaj należy do podplemienia Eritrichiinae, plemienia Rochelieae w podrodzinie Cynoglossoideae w obrębie rodziny ogórecznikowatych Boraginaceae.
Wykaz gatunków
- Lappula aktaviensis Popov & Zakirov
- Lappula alaica (Popov) Nabiev
- Lappula albiflora (Riedl) Khoshsokhan & Kaz.Osaloo
- Lappula anisacantha (Turcz. ex Bunge) Gürke
- Lappula anocarpa C.J.Wang
- Lappula badachschanica Popov ex Ikonn.
- Lappula baitenovii Kudab.
- Lappula balchaschensis Popov ex Golosk.
- Lappula barbata (M.Bieb.) Gürke
- Lappula brachycentra (Ledeb.) Gürke
- Lappula brachycentroides Popov
- Lappula caespitosa C.J.Wang
- Lappula cenchroides A.Nelson
- Lappula coronifera Popov
- Lappula cynoglossoides (Lam.) Gürke
- Lappula deserticola C.J.Wang
- Lappula diploloma (Fisch. & C.A.Mey.) Gürke
- Lappula duplicicarpa Pavlov
- Lappula dzharkentica Popov ex Golosk.
- Lappula fruticulosa Ovczinnikova
- Lappula glabrata Popov
- Lappula granulata (Krylov) Popov
- Lappula heteracantha (Ledeb.) Gürke – lepnik różnokolcowy
- Lappula heteromorpha C.J.Wang
- Lappula himalayensis Ching J.Wang
- Lappula intermedia (Ledeb.) Popov
- Lappula karelinii (Fisch. & C.A.Mey.) Kamelin
- Lappula ketmenica Kudab.
- Lappula korshinskyi Popov
- Lappula krylovii Ovczinnikova, Pjak & A.L.Ebel
- Lappula kulikalonica Zakirov
- Lappula laevimarginata Riedl
- Lappula lenensis Popov ex Ovczinnikova
- Lappula leonardii Riedl
- Lappula lipschitzii Popov
- Lappula lipskyi Popov
- Lappula macra Popov
- Lappula macrantha (Ledeb.) Gürke
- Lappula marginata (M.Bieb.) Gürke – lepnik rozłożysty
- Lappula microcarpa (Ledeb.) Gürke
- Lappula mogoltavica Popov ex Czukav.
- Lappula monocarpa C.J.Wang
- Lappula nevskii Raenko
- Lappula nuratavica Nabiev & Zakirov
- Lappula occidentalis (S.Watson) Greene
- Lappula occultata Popov
- Lappula parvula Nabiev & Zakirov
- Lappula patula (Lehm.) Menyh. – lepnik otwarty
- Lappula paulsenii (Brand) Popov
- Lappula pavlovii Golosk.
- Lappula physacantha Golosk.
- Lappula popovii Zakirov
- Lappula pratensis C.J.Wang
- Lappula ramulosa C.J.Wang & X.D.Wang
- Lappula rechingeri Riedl
- Lappula redowskii (Hornem.) Greene
- Lappula rupestris (Schrenk) Gürke
- Lappula rupicola Zakirov
- Lappula saissanica Aralbaev
- Lappula saphronovae Kamelin
- Lappula semialata Popov
- Lappula semnanensis Riedl & Iranshahr
- Lappula sericata Popov
- Lappula shanhsiensis Kitag.
- Lappula spinocarpos (Forssk.) Asch. ex Kuntze
- Lappula squarrosa (Retz.) Dumort. – lepnik zwyczajny
- Lappula stricta (Ledeb.) Gürke
- Lappula subcaespitosa Popov ex Golosk.
- Lappula tadshikorum Popov
- Lappula tenuis (Ledeb.) Gürke
- Lappula tianschanica Popov & Zakirov
- Lappula transalaica (Popov) Nabiev
- Lappula tuvinica Ovczinnikova
- Lappula wendelboi (Riedl) Khoshsokhan & Kaz.Osaloo
- Lappula zaissanica (Aralbaev) Aralbaev

Zaliczany tu gatunek, notowany także w Polsce jako przejściowo dziczejący – Lappula deflexa (Wahlenb.) Garcke – lepnik odgiętodziałkowy, klasyfikowany jest współcześnie do rodzaju Hackelia jako H. deflexa (Wahlenb.) Opiz.